# Lunde (westelijk deel)
Lunde (westelijk deel) (Zweeds: Lunde (västra delen)) is een småort in de gemeente Timrå in het landschap Medelpad en de provincie Västernorrlands län in Zweden. Het småort heeft 77 inwoners (2005) en een oppervlakte van 15 hectare. Het småort bestaat uit het westelijk deel van de plaats Lunde.